# Cá mú chấm nửa đuôi đen
Cá mú chấm nửa đuôi đen, còn gọi là cá mú bleeker, danh pháp là Epinephelus bleekeri, là một loài cá biển thuộc chi Epinephelus trong họ Cá mú. Loài này được mô tả lần đầu tiên vào năm 1877.

## Từ nguyên
Từ định danh được đặt theo tên của Pieter Bleeker, bác sĩ và nhà ngư học người Hà Lan, chủ nhân của bản mô tả loài Serranus variolosus (= Epinephelus fasciatus), là cơ sở cho mô tả của Vaillant.

## Phạm vi phân bố và môi trường sống
Cá mú chấm nửa đuôi đen có phân bố rộng ở khu vực Ấn Độ Dương - Thái Bình Dương. Từ vịnh Ba Tư, loài này có phạm vi trải dài về phía đông đến khu vực Đông Nam Á, ngược lên phía bắc đến Nam Nhật Bản và đảo Đài Loan, giới hạn phía nam đến bờ tây-bắc Úc. Loài này hầu như không được biết đến ở hầu hết các đảo thuộc Micronesia hoặc Polynesia, nhưng được ghi nhận ở quần đảo Solomon thuộc Melanesia.
Ở Việt Nam, cá mú chấm nửa đuôi đen thường xuyên được bắt gặp dọc theo vùng bờ biển Nam Trung Bộ, từ Đà Nẵng trở vào Bình Thuận.
Cá mú chấm nửa đuôi đen sống tập trung ở khu vực bãi san hô hoặc bãi đá nông, độ sâu đến ít nhất là 105 m, còn cá con thường thấy ở khu vực cửa sông.

## Mô tả
Chiều dài cơ thể lớn nhất được ghi nhận ở cá mú chấm nửa đuôi đen là 76 cm. Cá có màu nâu nhạt, nâu đỏ hoặc xám tía, phủ đầy các đốm đỏ cam hoặc vàng sẫm (trừ phần bụng). Vây lưng và 1/3 trên vây đuôi cũng phủ đốm như trên thân, phần đuôi còn lại đen sẫm. Vây ngực, vây bụng và phần cận rìa của vây hậu môn sẫm đen. Cá con (dưới 11 cm) có 7 vạch sẫm bao quanh cơ thể.
Số gai ở vây lưng: 11; Số tia vây ở vây lưng: 16–18; Số gai ở vây hậu môn: 3; Số tia vây ở vây hậu môn: 8–9; Số tia vây ở vây ngực: 17–19; Số vảy đường bên: 49–53.

## Sinh học
Thức ăn của cá mú chấm nửa đuôi đen bao gồm cá nhỏ hơn và các loài động vật giáp xác.

## Thương mại
Cá mú chấm nửa đuôi đen là loài cá thực phẩm có giá trị thương mại ở nhiều quốc gia trong phạm vi phân bố của chúng. Cá con được đánh bắt trong tự nhiên được nuôi làm cá giống trong ngành nuôi trồng thủy sản.